# نهائي كأس فرنسا 2005
نهائي كأس فرنسا 2005 هي المباراة النهائية من منافسة كأس فرنسا 2004–05، أقيمت المباراة في 4 يونيو 2005، في ملعب فرنسا، بين فريقي نادي سيدان، ونادي أوكسير، وفاز فيها نادي أوكسير، بعد أن هزم نادي سيدان، بنتيجة 1 - 2، وكان حكم المباراة ، وحضر المباراة 77617 شخصاً.

## تفاصيل المباراة
لعبت المباراة النهائية في 4 يونيو 2005.
| نادي سيدان       | 1 -2 | نادي أوكسير                                  |
| ---------------- | ---- | -------------------------------------------- |
| ستيفان نورو 63 ' |      | بنجاني مواروواري 37 ' · بونافينتور كالو 94 ' |